# 쥘리아 부트로스
쥘리아 부트로스(아랍어: جوليا بطرس, 프랑스어: Julia Boutros, 아르메니아어: Ջուլիա Բուտրոս: 1968년 4월 1일 - )는 레바논의 가수다. 지아드 부트로스의 여동생이고, 전 국방장관 엘리아스 니콜라 보 사압의 아내다.
1968년 4월 1일 베이루트에서 태어났다. 부친은 레바논인이고, 모친은 아르메니아계 팔레스타인인이었다. 묵주수녀회 미션스쿨에서 공부하며 학교 성가대로 활동했다. 성장하면서 부트로스 남매는 작곡가이자 정치인인 지아드 라바니의 영향을 받았다. 12살 때 음악선생 푸아드 파델의 소개로 엘리아스 라바니 스튜디오에서 처음 노래를 녹음했다.
부트로스는 헤즈볼라와 가자지구 팔레스타인 반군, 시리아의 바샤르 알아사드 대통령을 지지하는 곡들을 발표하며 정치적으로도 활발히 활동했다.